# Rotunda
Rotunda (latinsko rotundus) je vsaka stavba krožnega tlorisa, včasih pokrita s kupolo. Lahko se nanaša tudi na okroglo sobo v zgradbi (znan primer je v Kapitol v Washington, D.C.).
Prve oblike rotunde se pojavljajo v mediteranskem neolitiku. V stari egejski, etruščanski in ilirski grobni arhitekturi se pojavi razvitejša centralna oblika, v grški klasični arhitekturi pa se pojavi tholos, okrogel tempelj, ki pa je imel zgornji del v obliki koša. Tudi nadaljnji razvoj rotunde ostaja v okolju Mediterana, pretežno na Apeninskem polotoku (grobnice, templji).
Primer klasične rimske rotunde je Panteon v Rimu zgrajen leta 124. Villa Rotonda (Capra) pri Vicenzi je italijanski renesančni zgled, ki ga je zasnoval  vpliven arhitekt Andrea Palladio. Gradnja se je začela leta 1550, stavba ima veliko osrednjo dvorano in nizko kupolo. To so pozneje posnemali angleški arhitekti dvorcev (primer Chiswick House) leta 1725. V vrtovih Chiswick House je rotunda, ki služi kot paviljon.
Včasih se izraz rotunda uporablja tudi za kupolo samo in je območje pod njo ovalno ali okroglo. V tem smislu je kupola katedrale svetega Pavla v Londonu rotunda.

## Rotunde v Centralni Evropi
Rotunda ima zgodovinsko in arhitekturno vrednost, ker je bila zelo razširjena v srednjeveški srednji Evropi. Od 9. do 11. stoletja je bilo mnogo župnijskih cerkva v srednji Evropi zgrajenih v tej obliki. Ta vrsta okrogle župnijske zgradbe se v velikem številu pojavlja na Madžarskem, Češkem, Poljskem, Hrvaškem, v Avstriji, na Bavarskem in Dalmaciji. Nekateri menijo, da se struktura zgleduje po rimskem Panteonu, vendar jih je mogoče najti predvsem izven nekdanjega rimskega ozemlja, v srednji Evropi. Notranji premer običajno znaša 6 - 9 metrov, apsida je bila usmerjena proti vzhodu. Včasih so 3 ali 4 apside prilepljene na osrednji krog, ta tip je pogost tudi na Kavkazu.
- Slavna rotunda in grobnica Galeriusa v Solunu, Grčija.
- Krstilnica na Piazza dei Miracoli, Pisa, Italija
- Zelo znana danska rotunda je vaška cerkev v Østerlarsu.

### Rotunde v Sloveniji
- Cerkev sv. Janeza Krstnika, Muta
- Cerkev sv. Nikolaja, Selo
- Kostnica sv. Mihaela, Trebelno
- Rotunda sv. Elije, Koper[2]
- Krstilnica sv. Janeza Krstnika, Koper[3]
- Grajska kapela Gradu Rakičan
- Kapela Srca Jezusovega, Ropoča

### Rotunde v Panonski nižini
Več vrst rotund najdemo v Panonski nižini, v nekdanjih mejah srednjeveške Madžarske v Sloveniji. Vloga in oblika se je razvila postopno s širitvami starih majhnih vaških cerkva. Mnoge od njih stojijo še danes, npr. v Nagytótlak, Kallósd, Kissikátor, Beny (Bina, SK) in Süvete (Šivetice, SK). V mnogih krajih so izkopali stare temelje in jih ohranili. Vaška cerkev Sárospatak je v sklopu z navadno krožno ladjo in vzhodno apsido. Cerkev Alagimajor v Dunakeszi se je razširila proti apsidi v 14. stoletju. Bolj pomembna širitev osrednje rotunde je vidna v Isaszeg, kjer se podaljšek razširi proti vzhodu in zahodu; temelje rotunde je mogoče videti tudi v osrednjem delu ladje gotske cerkve. V mnogih primerih se rotunda uporablja kot apsida nove in večje cerkve v vasi (Bagod-Szentpál, Hidegség, Vágkeresztur, Ipolykiskeszi, Herencsény, Szalonna). Takšne polkrožne apside so ohranjene vsem v Panonski nižini. Rotunde s šestimi apsidami, najbolj zanimivo obliko, so v Karcsa in Kiszombor na Madžarskem, v Horjany v Ukrajini in na več mestih v Armeniji (Aragatz, Bagaran, Bagnayr, Botshor, Kiagmis Alti).
- Romanska vaška cerkev v Selu, Slovenija
- Rotunda v Starý Plzenec blizu Plzna, Češka, iz 10. st.
- Rotunda - Öskü, Madžarska.

### Rotunde na Kavkazu
Zanimiva je povezava med srednjeevropskimi in kavkaškimi rotundami iz 9. do 11. stoletja Več armenskih cerkev v obliki rotunde ima šestkrat obokano osrednjo apsido, kot. na primer  Aragatz, Bagaran, Bagnayr, Botshor, Kiagmis Alti v Armeniji. Pogoste so tudi osemkrat obokane centralne zgradbe (rotunda): Ani, Irind, Varzhahan, Ninozminda. Csemegi J. meni, da obstaja povezava med zahodnoevropskimi in vzhodno kavkaškimi arhitekti iz dobe kralja Štefana I. Madžarskega.

### Rotunde v Aziji
- Nebeški tempelj zgrajen leta  1420 v času cesarja Jonh-lo iz dinastije Ming, ki je zgradil Prepovedano mesto, Peking, Kitajska.
- Fujian Tulou je tradicionalno podeželsko stanovanje Hakka v regiji Fujian na Kitajskem. Grajene so bile med  12. in 20. st..

- Dvorana molitve za dobre letine največje stavbe Nebeškega templja
- Kompleks zgradb Tianluokeng tulou
- Stupa Sanchi  v Indiji, budistično romarsko središče
- 4 koncentrični obroči arhitekture  Chengqi lou

## Zanimive rotunde

### Religiozne zgradbe
- Krstinica na Piazza dei Miracoli, Pisa, Italija.
- Panteon, Rim, Italija, tempeljska zgradba s sedmimi božanstvi za sedem planetov državna religija starih Rimljanov; zdaj se uporablja kot bazilika neuradno imenovana Santa Maria della Rotonda
- Santo Stefano Rotondo, Rim.
- Cerkev Rotonda v Solunu, zgrajena kot grobnica Galeriusa leta 306.
- Cerkev Sv. Jurija, Sofija, Bolgarija, 4. st. zgodnje krđščanska cerkev.
- Katedrala Sv. Jurija, Zvartnots, Armenija.
- Rotunda Sv. Martina v gradu Višehrad, Praga, Češka.
- Rotunda St. Marija Assunta v Mosti, Malta.
- Tempeljska cerkev v Londonu.
- Knežja Rotunda Device Marije in sv. Katarine, Znojmo, Češka.
- Tempelj Chausathi Yogini (tempel 64 jogijev) iz Hirapura, Indija, provinca Odisha.
- Bahá'í hiša čaščenja, Willmette, Illinois, ZDA.

### Stavbe za razvedrilo
- Velika rotunda v Ranelagh Gardens v Londonu, zgrajena v 1740-tih in porušena leta 1805. Naslikal jo je Canaletto.
- Panteon, London, odprt 1772, porušen leta 1937.
- Notranja rotunda v gledališču Petrovsky, Mikhaila  Maddoxa, Moskva (požgana leta 1805).
- Gate Theatre v Dublinu, Irska (prej del Hospital Rotunda, zgrajena leta 1757).
- Roundhouse v Londonu, prvotno zgrajena leta 1847 kot obračališče železnice, uporabljana kot prodajalna gina, dokler ni bila leta 1960 spremenjena v gledališče.
- Royal Albert Hall v Londonu, Anglija.
- IMAX gledališče v Londonu, Anglija.
- Jackie Robinson Rotunda na City Field, New York.
- Rimski Athenaeum v Bukarešti. To je koncertna dvorana in znamenitost romunske prestolnice. Odprli so ga leta 1888, je bogato okrašena, kupolasta, krožna zgradba, je sedež "George Enescu" filharmonije in George Enescu letnega mednarodnega glasbenega festivala.

### Stanovanjske zgradbe
- Ickworth House, Suffolk, Anglija.
- Grad Mereworth, Kent,  Anglija.
- Rotunda,  Birmingham, Anglija, zgrajena kot poslovna stavba leta 1964.
- Rotunda, Norfolk, Velika Britanija , obnovljena  2007.

### Zgradbe za izobraževanje
- Rotunda na University of Virginia, zgrajena 1826.
- Čitalnica v Brianskem muzeju, London, zgrajena 1857.
- Rotunda Museum, Scarborough, North Yorkshire.
- Dallas Hall v Southern Methodist University, Dallas, Texas, zgrajena 1911.
- Rotunda v Stockholm Public Library, Stockholm, zgrajena 1928.
- Rotunda v Umeå University, Umeå, zgrajena 1972.
- Rotunda v Cincinnati Museum Center na  Union Terminal (železniška postaja),  zgrajena in 1933.
- Rotunda v Science Museum of Virginia, zgrajena 1919
- Rotunda na Vanderbilt University, Wyatt Center.[4]
- Rotunda na Drew University, Dorothy Young Center for the Arts, zgrajena 2002 odprta 2003.
- Campus Activity Centre v Thompson Rivers University, Kamloops, Britanska Kolumbija.

### Vladne zgradbe
- Nova Zelandija, parliament.
- Parlamentarna knjižnica, Canadski Parlament; le del  Centre Block of Parliament je bil ohranjen po požaru iz leta 1916.
- Rotunda Kapitola v Washiingtonu.
- Rotunde, Marsham Street,  podzemeljske strukture v Londonu.
- Samsad Bhavan ali zvezni Indijski Parliament, New Delhi.
- Wisconsin State Capitol.[5]